# Ochyra
Ochyra is een kevergeslacht uit de familie van de boktorren (Cerambycidae). De wetenschappelijke naam van het geslacht werd voor het eerst geldig gepubliceerd in 1871 door Pascoe.

## Soorten
Ochyra omvat de volgende soorten:
- Ochyra coarctata Pascoe, 1871
- Ochyra nana Poll, 1892
- Ochyra variabilis Lea, 1918